# Bataille de Garnett's & Golding's Farm
Guerre de Sécession
Batailles
Campagne de la Péninsule
- Hampton Roads
- Yorktown
- Williamsburg
- Eltham's Landing
- Drewry's Bluff
- Hanover Court House
- Seven Pines
- Sept Jours
  - Oak Grove
  - Beaver Dam Creek
  - Gaines's Mill
  - Garnett's & Golding's Farm
  - Savage's Station
  - White Oak Swamp
  - Glendale
  - Malvern Hill

- Oak Grove
- Beaver Dam Creek
- Gaines's Mill
- Garnett's & Golding's Farm
- Savage's Station
- White Oak Swamp
- Glendale
- Malvern Hill

La bataille de Garnett's & Golding's Farm se déroule les 27 et 28 juin 1862, dans le comté de Henrico en Virginie, dans le cadre de la bataille des Sept Jours de la campagne de la Péninsule pendant la guerre de Sécession. Alors que la bataille de Gaines's Mill fait rage au nord de la rivière Chickahominy, les forces du général confédéré John B. Magruder effectuent une reconnaissance en force qui se transforme en bataille contre la ligne sud de l’Union. Les confédérés attaquent à nouveau, le matin du 28 juin, mais dans les deux cas, ils sont facilement repoussés. La bataille de Garnett's & Golding's Farm n'a que peu de conséquences en dehors de convaincre McClellan qu'il est attaqué des deux côtés de la Chickahominy.

## Contexte
Richmond en Virginie, en tant que capitale de la Confédération, est une ville d'importance stratégique évidente pour les deux partis de la guerre civile américaine. Dans ce contexte, le général George McClellan et son armée du Potomac organise une campagne sur la péninsule de Virginie pour prendre la ville. Ses premières tentatives sont couronnées de succès. En fait, sur presque tous les fronts, les soldats du Nord prennent l'avantage sur les Confédérés. Cependant, à la fin du mois de mai 1862, l'armée de McClellan est divisée en deux sur les rives de la rivière Chickahominy, avec une aile, englobant deux corps de l'Union, au sud et l'autre avec trois corps fédéraux au nord.
Le 31 mai, Joseph E. Johnston, général en chef de l'armée confédérée de Virginie du Nord, cherche à capitaliser sur cette division et mène trois colonnes de soldats vers la position de l'Union au sud de la rivière. Le combat qui en résulte, appelé la bataille de Seven Pines (ou Fair Oaks), n'est pas concluant. Le plan de Johnston s'effondre et l'armée du Potomac ne perd pas de terrain. Johnston lui-même est blessé, et le lendemain, le 1er juin, Jefferson Davis, le président des États confédérés, nomme son conseiller militaire, le général Robert E. Lee, pour diriger les armées confédérées.
Il y a une accalmie dans les combats sur la péninsule dans les semaines suivantes, se terminant avec une offensive de l'Union à Oak Grove le 25 juin. Les hommes de Lee réussissent à arrêter les troupes de l'Union et le lendemain les Confédérés engagent l'offensive à la bataille de Beaver Dam Creek. La bataille se termine par un repli et de lourdes pertes pour les Confédérés. Néanmoins, les fédéraux victorieux, sous les ordres du général McClellan, se retirent au marais de Boatswain au sud de Chickahominy et établissent une formidable ligne de bataille. Là, le 27 juin, les armées confédérées lancent une attaque à Gaines's Mill, qui devient l'une des batailles les plus sanglantes de la campagne péninsulaire. Pendant que les combats à Gaines's Mill font rage, un autre conflit se prépare à proximité de deux fermes au sud, la bataille de Garnett's & Golding's Farm,.

## La bataille

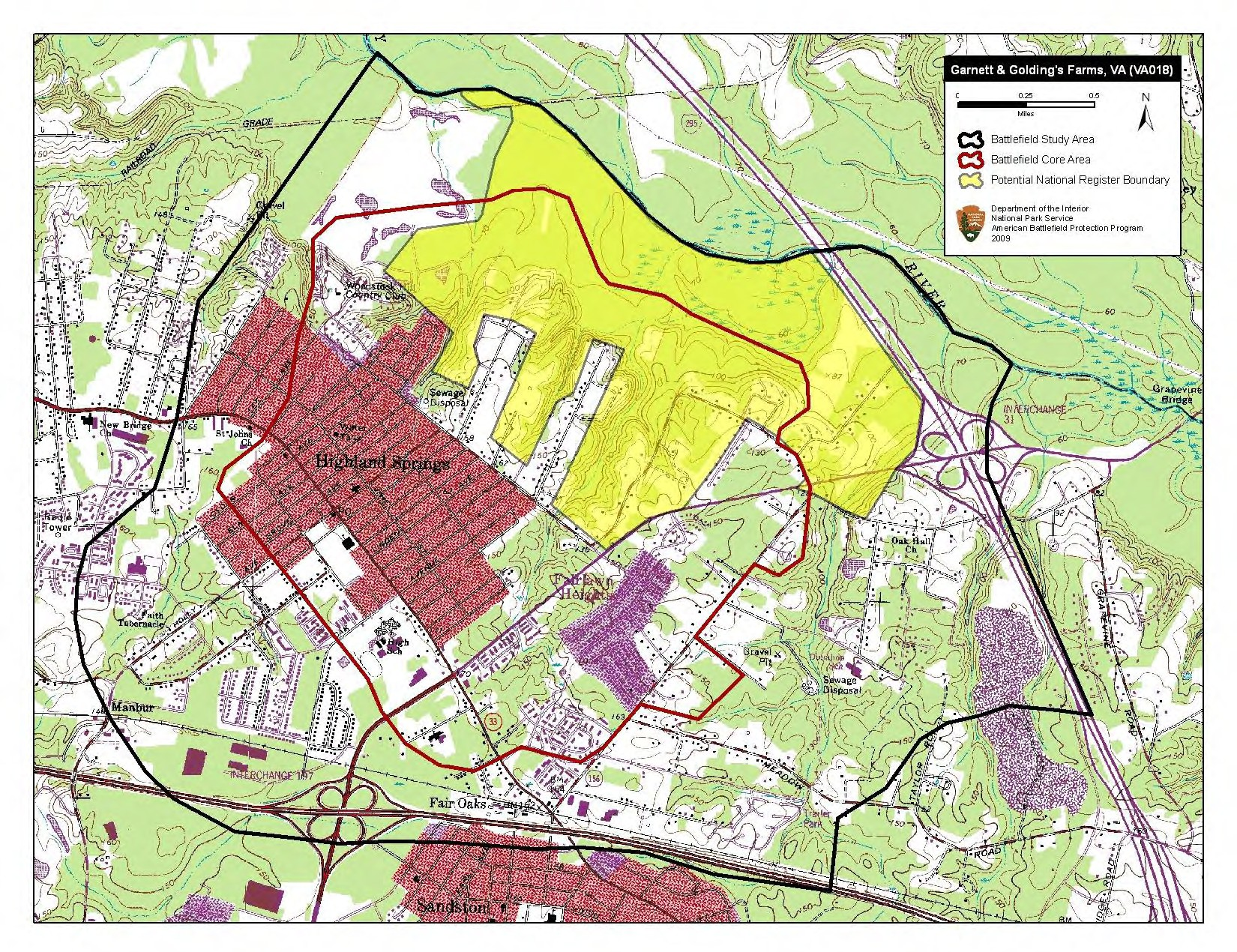
Carte du champ de bataille de Garnett's & Golding's Farm par le programme américain de protection des champs de bataille.

La ferme de James M. Garnett, près d'Old Tavern, est située au bord des falaises sur les rives de la rivière Chickahominy. Près de la ferme de Garnett se trouve la plaine de Golding, appartenant à Simon Gouldin. Entre les deux fermes, il y a un ravin escarpé, un ruisseau et une colline nommée Garnett's Hill. Des soldats de l'Union de la brigade du général William T. H. Brooks, du 6e corps de William Farrar Smith, commencent à placer des pièces d'artillerie sur la colline de Garnett la veille de la bataille. Cette activité est reprise par la brigade du général Winfield Scott Hancock du même corps le lendemain matin, soit le 27 juin 1862. Six batteries d'artillerie de réserve sont montées en tout,.
Pendant que les fédéraux travaillent, les soldats confédérés de la division du major-général David R. Jones commencent à prendre des positions dans la zone. La brigade du brigadier-général Robert Toombs se positionne du côté ouest du ravin tandis que la brigade du colonel George T. Anderson prend position au nord-ouest de la zone, à moins d'un kilomètre de la maison de Garnett. Les artilleurs d'Anderson et de Toombs reçoivent l'ordre de tirer sur les soldats de l'Union chaque fois que l'occasion se présente. Les fédéraux, se préparant maintenant pour un engagement général, sont contraints d'éviter un affrontement avec les Confédérés. Le résultat est un bombardement rapide qui dure environ une heure et se termine par un retrait confédéré. Les vingt-trois canons bien positionnés de l'Union résistent aux dix canons des Confédérés, situés dans un champ ouvert.
Plus tard vers 16 heures, quelques-uns des hommes du major-général Lafayette McLaws avancent vers la ligne de l'Union à la ferme Garnett, mais se retirent après dix minutes sous un feu nourri. Il y a une accalmie durant quelques heures avant l'attaque de Toombs sur la ligne de l'Union vers 19 heures. Toombs reçoit l'ordre d'établir une reconnaissance de l'ennemi. Au lieu de cela, il engage les fédéraux dans un combat acharné et soutenu. À la tombée de la nuit, après environ une heure et demie de combat, Toombs est finalement repoussé par la brigade de Winfield Hancock,. Les confédérés décomptent quelque 271 victimes à la suite de cette journée d'action,. Les combats autour de la ferme de Garnett n'ont finalement que peu d'incidence sur la position des lignes ennemies.
Le lendemain, le 28 juin, des soldats de l'Union et des Confédérés s'affrontent à nouveau près de la maison Golding. Jones soupçonne que les fédéraux près de la maison sont en train de se retirer et autorise Toombs à effectuer une reconnaissance en force pour vérifier si c'est bien le cas. Cependant, Toombs transforme l'opération de reconnaissance en un engagement complet et avance avec certains des hommes d'Anderson. Avant que l’opération ne puisse être annulé, les Confédérés ont déjà été repoussés par le 6e corps.

## Conséquences
Lors des deux jours de combats autour des fermes Garnett et Golding, les Confédérés subissent 438 victimes, tandis que les fédéraux souffrent de 189 victimes. Les hommes d'Anderson, qui ont subi le choc de la contre-attaque fédérale, décomptent 156 pertes le deuxième jour de combat,. Cette bataille a peu de conséquences tactiques, mais elle permet de convaincre McClellan qu'il est attaqué des deux côtés de la Chickahominy.
Dans la soirée du 28 juin, McClellan convoque une réunion avec ses généraux. Il annonce qu'il est prêt à poursuivre avec une attaque sur Richmond, mais une telle attaque pourrait avoir pour conséquence la défaite et la destruction de l'armée du Potomac. Le résultat de la réunion est que les fédéraux décident d'entamer une retraite. « Le général commandant nous a annoncé son intention de commencer un mouvement vers la rivière James le jour suivant », note le général William B. Franklin. La décision de McClellan de se retirer vers la James prépare le terrain pour la bataille de Savage's Station.